# Líneas de Fraunhofer

Espectro solar con las líneas de Fraunhofer como aparecen visualmente.

Espectro de cielo azul. Las entalladuras están presentes en las longitudes de onda de la línea Fraunhofer.

En física y óptica, las líneas de Fraunhofer son un conjunto de líneas espectrales nombradas en honor al físico alemán Joseph von Fraunhofer (1787-1826) que fue el primero que las estudió. Las líneas se observaron originalmente como bandas oscuras en el espectro solar.
El químico inglés William Hyde Wollaston fue la primera persona, en 1802, en observar la aparición de una cierta cantidad de bandas oscuras en el espectro solar. En 1814, Fraunhofer redescubrió las líneas de forma independiente y comenzó un estudio sistemático y medición cuidadosa de la longitud de onda de estas bandas. En total, describió alrededor de 570 líneas y asignó a las bandas principales las letras de la A a la K, y a las más delgadas con otras letras.
Más adelante, Kirchhoff y Bunsen descubrieron que cada elemento químico tenía asociado un conjunto de líneas espectrales, y dedujeron que las bandas oscuras en el espectro solar las causaban los elementos de las capas más externas del Sol mediante absorción. Algunas de las bandas observadas también las causan las moléculas de oxígeno de la atmósfera terrestre.
En la siguiente tabla mostramos las líneas de Fraunhofer principales, y los elementos a los que están asociadas:
| Denominación | Elemento | Long. de onda (nm) |   | Denominación | Elemento | Long. de onda (nm) |
| ------------ | -------- | ------------------ | - | ------------ | -------- | ------------------ |
| y            | O2       | 898.765            |   | c            | Fe       | 495,761            |
| Z            | O2       | 822,696            | F | H β          | 486,134  |                    |
| A            | O2       | 759,370            | d | Fe           | 466,814  |                    |
| B            | O2       | 686,719            | e | Fe           | 438,355  |                    |
| C            | H α      | 656,281            | f | H γ          | 434,047  |                    |
| a            | O2       | 627,661            | G | Fe           | 430,790  |                    |
| D1           | Na       | 589,592            | G | Ca           | 430,774  |                    |
| D2           | Na       | 588,995            | h | H δ          | 410,175  |                    |
| D3 (o d)     | He       | 587,565            | H | Ca+          | 396,847  |                    |
| E2           | Fe       | 527,039            | K | Ca+          | 393,368  |                    |
| b1           | Mg       | 518,362            | L | Fe           | 382,044  |                    |
| b2           | Mg       | 517,270            | N | Fe           | 358,121  |                    |
| b3           | Fe       | 516,891            | P | Ti+          | 336,112  |                    |
| b4           | Fe       | 516,751            | T | Fe           | 302,108  |                    |
| b4           | Mg       | 516,733            | t | Ni           | 299,444  |                    |

Las líneas de Fraunhofer C-, F-, G'- y h- corresponden a las Líneas de Balmer alfa, beta, gamma y delta de emisión del átomo de hidrógeno. Las líneas D1 y D2 forman el bien conocido «doblete de sodio», a cuya longitud de onda central (589,29 nm) se le asigna la letra «D».
Obsérvese que no hay conformidad en la literatura disponible para algunas denominaciones; ej., la línea "d" de Fraunhofer puede referirse a la línea cian del hierro en los 466,814 nm, o de forma alternativa a la línea amarilla de helio (también etiquetada D3) en los 587,565 nm.
Debido a sus bien definidas longitudes de onda, las líneas de Fraunhofer suelen usarse para caracterizar las propiedades de índice de refracción y dispersión de los materiales ópticos.